# Маркиз де Тавара

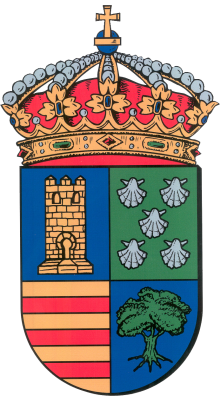
Герб муниципалитета Тавара, (провинция Самора), автономное сообщество Кастилия-Леон

Маркиз де Тавара — испанский дворянский титул. Он был создан в 1541 году королем Испании Карлом I в пользу Бернардино Пиментеля и Энрикеса, сеньора де Вильяфафила.
Бернардо Пиментель и Энрикес был сыном Педро Пиментеля и Вигила де Киньонеса (сына 3-го графа Бенавенте) и его второй жены Инес Энрикес де Гусман, дочери Энрике Энрикеса де Мендосы, 1-го графа Альба-де-Листе.
1 марта 1729 года Мигель Альварес де Толедо и Пиментель, 10-й маркиз де Тавара и 8-й граф де Вильяда, получил титул гранда Испании.
Название маркиза происходит от муниципалитета Тавара (Табара) в провинции Самора, автономное сообщество Кастилия-Леон.

## Маркизы де Тавара

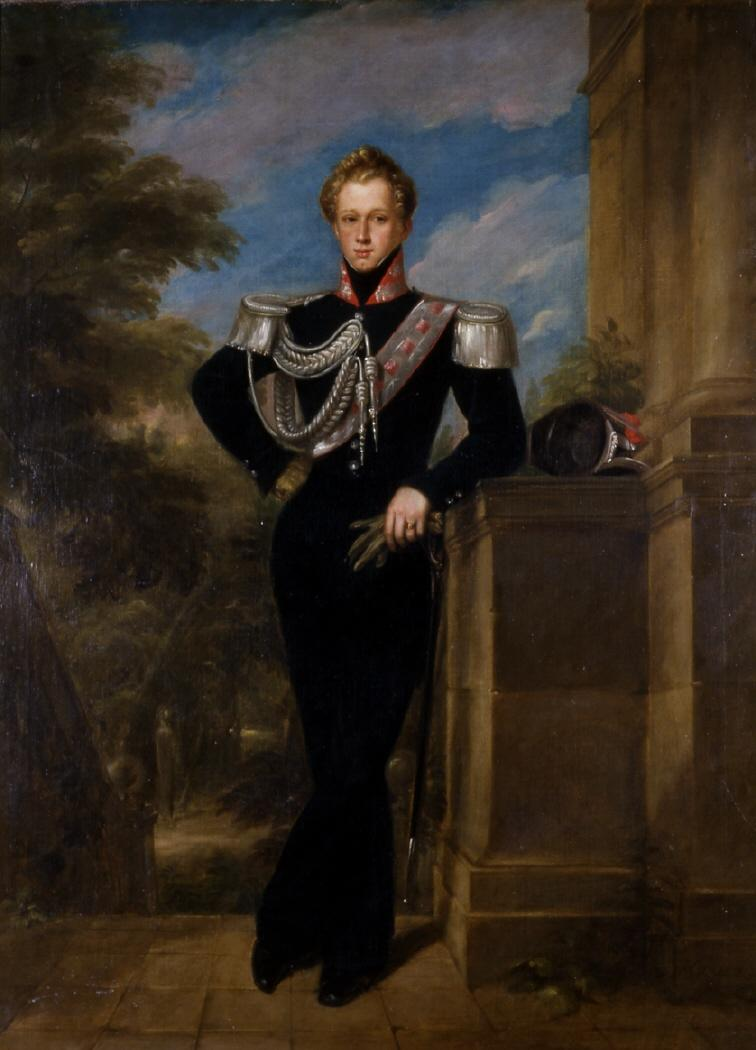
Мариано Тельес-Хирон, 12-й герцог де Осуна, 14-й маркиз де Тавара (1814—1882). 1833 год.

|                                            | Титул                                                     | Период                                     |
| Креация создана королем Испании Карлосом I | Креация создана королем Испании Карлосом I                | Креация создана королем Испании Карлосом I |
| ------------------------------------------ | --------------------------------------------------------- | ------------------------------------------ |
| I                                          | Бернардино Пиментель и Энрикес                            | 1541-                                      |
| II                                         | Педро Пиментель и Осорио                                  |                                            |
| III                                        | Энрике Пиментель и Энрикес                                |                                            |
| IV                                         | Антонио Пиментель и Альварес де Толедо                    | 1600-1627                                  |
| V                                          | Энрике Энрикес Пиментель и Осорио                         | 1627-1663                                  |
| VI                                         | Ана Мария Пиментель                                       | 1663-1686                                  |
| VII                                        | Тереса Пиментель                                          |                                            |
| VIII                                       | Луиса Пиментель                                           |                                            |
| IX                                         | Ана Мария Пиментель                                       |                                            |
| X                                          | Мигель Альварес де Толедо и Пиментель                     |                                            |
| XI                                         | Педро де Алькантара де Толедо и Сильва                    | 1735-1790                                  |
| XII                                        | Педро де Алькантара Альварес де Толедо и Сальм-Сальм      | 1790-1841                                  |
| XIII                                       | Педро де Алькантара Тельес-Хирон и Бофорт-Спонтин         | 1841-1844                                  |
| XIV                                        | Мариано Тельес-Хирон и Бофорт-Спонтин                     | 1844-                                      |
| XV                                         | Фернандо де Артеага и Сильва                              | -1908                                      |
| XVI                                        | Мария де ла Консепсьон де Артеага и Гутьеррес де ла Конча | 1908-                                      |
| XVII                                       | Инес Мария де Артеага и Гутьеррес де ла Конча             | -1961                                      |
| XVIII                                      | Мария Белен де Артеага и Фалгуэра                         | 1961-1999                                  |
| XIX                                        | Иньиго де Артеага и Мартин (1-й раз)                      | 1999-2002                                  |
| XX                                         | Иньиго де Артеага и дель Алькасар                         | 2002-2012                                  |
| XXI                                        | Иньиго де Артеага и Мартин (2-й раз)                      | 2014-2018                                  |

## История маркизов де Тавара
- Бернардино Пиментель и Энрикес, 1-й маркиз де Тавара, сеньор де Вильяфафила.

1. Супруга — Констанса Осорио де Базан, дочь Педро Осорио, 1-го графа де Лемос. Ему наследовал его сын:

- Педро Пиментель и Осорио, 2-й маркиз де Тавара.

1. Супруга — Леонор Энрикес де Толедо, дочь Энрике Энрикеса де Гусмана, 4-го графа де Альба-де-Листе. Ему наследовал его сын:

- Энрике Пиментель и Энрикес, 3-й макриз де Тавара, 1-й граф де Вильяда.

1. Супруга — Хуана де Толедо и Колонна, дочь Гарсии Альвареса де Толедо и Осорио, 4-го маркиза де Вильяфранка-дель-Бьерсо, 1-го герцога де Фернандина. Ему наследовал его сын:

- Антонио Пиментель и Альварес де Толедо († 1627), 4-й маркиз де Тавара, 2-й граф де Вильяда.

1. Супруга — Исабель де Москосо, дочь Лопе д Москосо Осорио и Кастро, 6-го графа де Альтамира. Ему наследовал его сын:

- Энрике Энрикес Пиментель и Осорио († 1663), 5-й маркиз де Тавара, 3-й граф де Вильяда.

1. Супруга — Франсиска де Кордоба и Рохас, дочь Луиса Фернандеса де Кордобы и Рекесенс, 6-го герцога де Сесса, 4-го герцога де Баэна, 6-го герцога де Терранова, 6-го герцога ди Сантанджело, 5-го герцога де Сома, 8-го графа де Кабра, и Марианы де Рохас, 4-го маркиза де Поса
2. Супруга — Антония де Москосо, дочь Лопе Уртадо де Мендосы и Москосо, 8-го маркиза де Альмасана, 8-го графа де Монтеагуадо. Второй брак был бездетным.
3. Супруга — Ана Франсиска де Борха Сентельес Дориа и Колонна, дочь Франсиско де Борха Аргон и Сентельес Дориа, 8-го герцога дле Гандия, 4-го Маркиза де Льомбай, 8-го графа де Олива и Артемисии Дориа, дочери Андреа II Дориа, 7-го принца ди Мельфи. Третий брак был бездетным. Ему наследовала его дочь от первого брака:

- Ана Мария Пиментель де Кордоба († 1686), 6-я маркиза де Тавара, 4-я графиня де Вильяда.

1. Супруг — Франсиско Фернандес де Кордоба Кардона и Рекесенс, 8-й герцог д Сесса. Ей наследовала:

- Тереса Пиментель, 7-я маркиза де Тавара, 5-я графиня де Вильяда. Незамужняя и бездетная. Ей наследовала её сестра:
- Луиса Пиментель, 8-я маркиза де Тавара, 6-я графиня де Вильяда. Незамужняя и бездетная. Ей наследовала её сестра:
- Ана Мария Пиментель, 9-я маркиза де Тавара, 7-я графиня де Вильяда.

1. Супруг — Антонио Альварес де Толедо Осорио, сын Фадрике Альвареса де Толедо Осорио, 4-го герцога де Фернандина, 2-го маркиза де Вильянуэва-де-Вальдуэса.
2. Супруг — Валерио Антонио де Суньига и де Айяла, 6-й маркиз де Агилафуэнте.
3. Супруг — Гаспар де ла Серда и де Лейва. Третий брак был бездетным. Ей наследовал её сын от первого брака:

- Мигель Альварес де Толедо и Пиментель († 1735), 10-й маркиз де Тавара, 8-й граф де Вильяда.

1. Супруга — Мария Франсиска де Сильва и Гутьеррес де лос Риос, 11-я герцогиня дель Инфантадо, 7-я герцогиня де Пастрана, 7-я герцогиня де Эстремера, 9-я герцогиня де Лерма, маркиза де сантильяна. Ему наследовал их сын:

- Педро Алькантара Альварес де Толедо и Сильва (1729—1790), 11-й маркиз де Тавара, 12-й герцог дель Инфантадо, 8-й герцог де Пастрана, 10-й герцог де Лерма, 13-й маркиз де Сантильяна, маркиз дель-Сенете, граф дель Реал-де-Мансанарес, граф де Сальданья, принц ди Эболи, принц ди Мелито.

1. Супруга — Франсиска Хавьера де Веласко и Товар, дочь Бернардино Фернандеса де Веласко Пиментеля, 11-го герцога де Фриас, 15-го графа де Альба-де-Листе.
2. Супруга — принцесса Мария Анна фон Сальм-Сальм. Ему наследовал сын от второго брака:

- Педро Алькантара Альварес де Толедо и Сальм-Сальм (1768—1841), 12-й маркиз де Тавара, 11-й герцог де Осуна, 13-й герцог дель Инфантадо, 9-й герцог де Пастрана, 11-й герцог де Лерма. Ему наследовал его внучатый племянник:
- Педро де Алькантара Тельес-Хирон и Бофорт-Спонтин (1820—1844), 13-й маркиз де Тавара, 12-й герцог де Осуна, 14-й герцог дель Инфантадо, 14-й герцог де Бенавенте, 14-й герцог де Бехар, 14-й герцог де Пласенсия, 15-й герцог де Гандия, 11-й герцог де Мандас-де-Вильянуэва, 13-й герцог де Аркос, 12-й герцог де Лерма, герцог де Эстемера, 11-й герцог де Франкавилья, 15-й Герцог Медина-де-Риосеко. Холост и бездетен. Ему наследовал его брат:
- Мариано Тельес-Хирон и Бофорт-Спонтин, 14-й маркиз де Тавара, 12-й герцог де Осуна, 15-й герцог де Бехар, 12-й герцог де Мандас-де-Вильянуэва, 15-й герцог де Пласенсия, 17-й граф и 14-й герцог де Бенавенте, 16-й герцог де Гандия, 14-й герцог де Аркос, 15-й герцог дель Инфантадо, 12-й герцог де Лерма, 12-й герцог де Франкавилья, 14-й герцог де Медина-де-Риосеко, 11-й герцог де Пастрана, 10-й герцог де Эстремера.

1. Супруга — немецкая принцесса Леонор цу Сальм-Сальм (1842—1891). Брак был бездетным. Его многочисленные титулы были разделена между его родственниками.

- Фернандо де Артеага и Сильва (1836—1908), 15-й маркиз де Тавара, 14-й маркиз де Гуадалест, 14-й маркиз де Альхесилья, сын Андреса де Артеага и Ласкано, 5-го маркиза де Вальмедиано, 3-го графа де Корреса, 8-го графа де Санта-Эуфемия, 9-го графа де Сальданья, 9-го графа де ла Монклова.

1. Супруга — Мария дель Кармен Гутьеррес де ла Конча и Фернандес де Луго, 2-я маркиза де ла Хабана, 2-я виконтесса де Куба. Ему наследовала его дочь:

- Мария де ла Консепсьон де Артеага и Гутьеррес де ла Конча (род. 1867), 16-я маркиза де Тавара, 15-я маркиза де Гуадалест, 14-я маркиза де Альхесилья, придворная дама королевы Виктории Евгении Баттенбергской

1. Супруг — Хосе Луис де ла Торре и Колома. Ей наследовала её сестра:

- Инес Мария де Артеага и Гутьеррес де ла Конча (1869—1955), 17-я маркиза де Тавара, 16-я маркиза де Гуадалест, 4-я маркиза де ла Хабана, 3-я виконтесса де Куба. Бездетна. Ей наследовала:
- Мария Белен де Артеага и Фалгуэра (род. 1899), 18-я маркиза де Тавара, 11-я маркиза де Лаула. Незамужняя и бездетная. Ей наследовал:
- Иньиго де Артеага и Мартин (1941—2018), 19-й маркиз де Тавара, 19-й герцог дель Инфантадо, 20-й маркиз де Сантильяна, 15-й маркиз де Ариса, 14-й маркиз де Армуния, 22-й граф де Сальданья, 7-й граф де Коррес, 13-й граф де ла Монклова, 19-й граф дель Реал де Мансанарес, 8-й маркиз де Вальмедиано.

1. Супруга — Альмудена дель Алькасар и Армада, дочь Хуана Баутисты дель Алькасара и де ла Виктория, 7-го графа де лос Асеведос и Рафаэлы Армада и Ульоа, дочери 7-го графа де Ревилья-Хихедо.
2. Супруга — Кармен Кастело Bereguiain. Ему наследовал его сын от первого брака:

- Иньиго де Артеага и дель Алькасар (1969—2012), 20-й маркиз де Тавара, 23-й граф де Сальданья, 8-й граф де Коррес. Погиб 14 октября 2012 года в авиационной катастрофе.
- Иньиго де Артеага и Мартин (1941—2018), 19-й маркиз де Тавара (2-й раз).